# Santa Eugènia de Ter
Santa Eugènia de Ter, anteriorment anomenada Santa Eugènia sobre Horta, és un antic municipi del Gironès que fou annexionat a Girona el 1963. Les primeres referències que se'n tenen daten de l'any 988, on es feia referència al lloc, anomenat Tolosella. Resta encara el cementiri, un antic mas que serveix de centre cívic, anomenat Can Ninetes i el Pont del Dimoni, desmuntat el 1968 i reconstruït el 2019.
L'Autonomista deia el 1933 al seu suplement literari que Santa Eugènia era un poble de 1.200 habitants, situat a la riba dreta del Ter, al pla de Girona, travessat per la séquia Monar, la qual servia per regar bona part dels conreus i com a força motriu d'una fàbrica de filats de cotó. També esmentava el barri de la Rodona, destinat a ser agregat a Girona en un futur.
Com a personatges importants nascuts a l'antic poble de Santa Eugènia de Ter trobem l'abat de Montserrat monsenyor Josep Maria Soler i Canals, l'artista i activista Enric Marquès i Ribalta, l'activista veïnal Leonor Joher Besalú i el jugador de l'ACB i seleccionat espanyol Yankuba Sima.
Fins a la publicació del Reial Decret de 27 de juny de 1916 el municipi es deia simplement Santa Eugènia. Durant el període 1936-1939, aquest municipi va rebre el nom de Pla de Ter.

## Annexió a Girona
Existeixen proves documentals que daten de finals del segle xix en què ja queda palès que el terme municipal de Santa Eugènia de Ter es trobava unit al de Girona, però l'any 1924, en una carta adreçada al Ministeri de la Governació espanyol, l'alcalde de Girona deixava entreveure que el municipi de Santa Eugènia s'havia separat de nou.
L'any 1934, en plena república, es tornava a reprendre el projecte d'annexió per part de l'Ajuntament de Girona, pel qual es designa un equip de tècnics per avaluar les annexions dels municipis de Santa Eugènia, Palau-Sacosta i La Vall de Sant Daniel. El projecte va quedar aprovat l'any 1937, però tornà a paralitzar-se en finalitzar la Guerra Civil.
Finalment, el 30 de juny de 1963, en virtut d'un decret de 20 de desembre del Ministeri de la Governació espanyol, es feia efectiva l'annexió definitiva del municipi de Santa Eugènia de Ter a Girona, malgrat l'oposició del consistori eugenienc.

## El barri actual de Santa Eugènia
El barri de Santa Eugènia de Ter està dividit en tres sectors, les hortes de Santa Eugènia, Can Gibert del Pla i Santa Eugènia. Compta amb dues biblioteques, un centre cívic, diverses escoles, una llar d'infants, un institut, dos pavellons municipals, i una piscina coberta. El barri de Santa Eugènia de Ter està dins del pla de barris.